# Ксенія Олександрівна
Ксенія Олександрівна (Романова) (нар. 25 березня [6 квітня] 1875, Санкт-Петербург — пом. 20 квітня 1960, Віндзор, Велика Британія) — велика княгиня, дочка імператора Олександра III, сестра російського імператора Миколи II.

## Біографія

### Ранні роки
Народилася 25 березня (за  старим стилем) 1875 року в Санкт-Петербурзі четвертою дитиною і старшою дочкою імператора  Олександра III і імператриці Марії Федорівни.
Дитинство і юність пройшли в  Гатчині, де любили жити її батьки. Вона була улюбленицею матері, та й зовні схожа на «дорогу Мама».
«Найбільше достоїнство — особистий шарм — вона успадкувала від матері, імператриці Марії Федорівни. Погляд її чудових очей так і проникав в душу, її витонченість, доброта і скромність підкорювали будь кого». —  князь Фелікс Феліксович Юсупов

### Шлюб

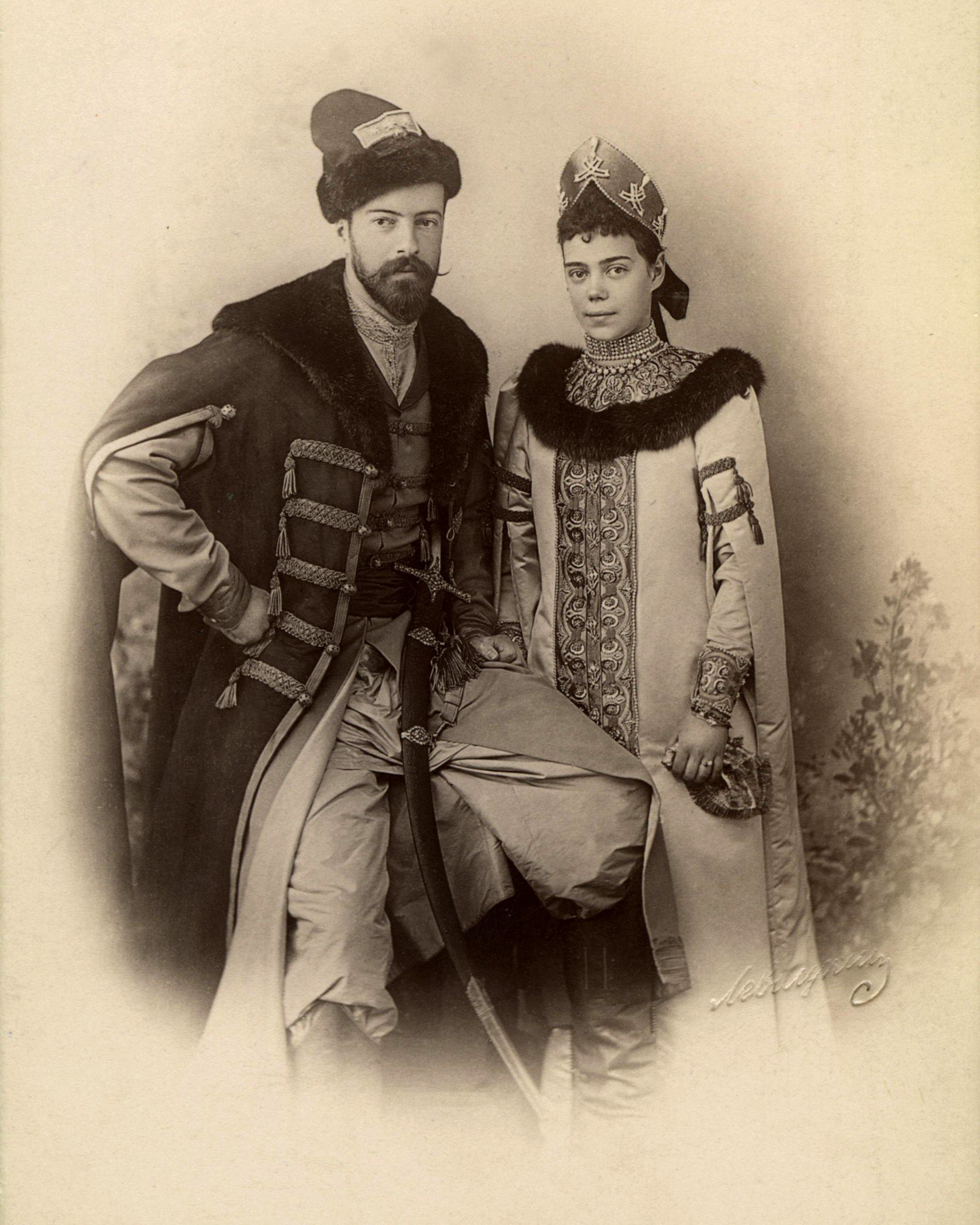
Олександр Михайлович і Ксенія Олександрівна, 1894 рік

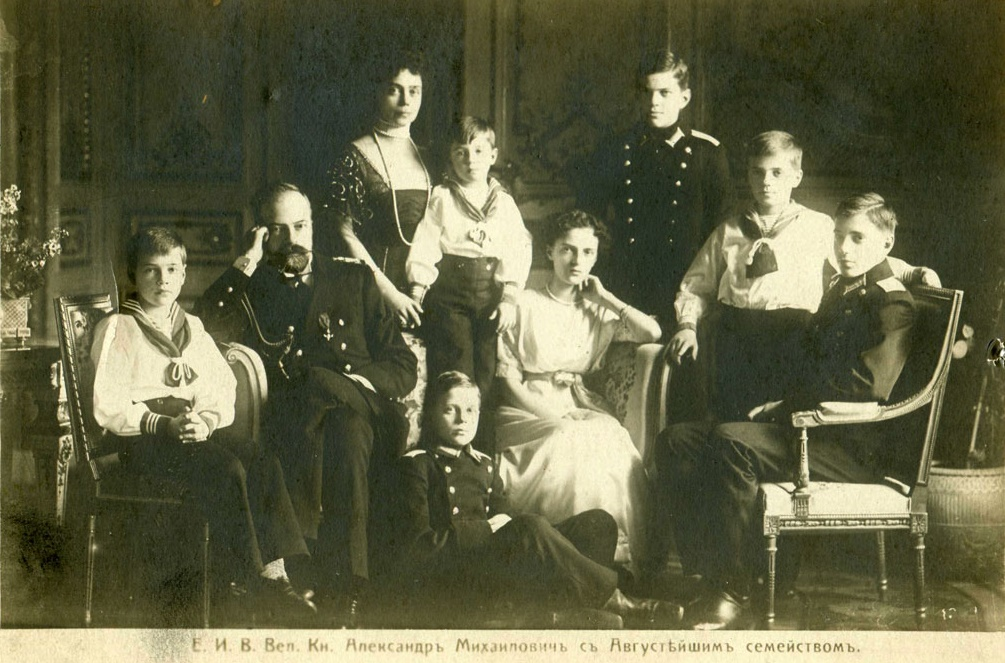
Сім'я Ксенії та Олександра

Першою і єдиною любов'ю Ксенії став великий князь Олександр Михайлович (Сандро), який дружив з її братами і часто бував в Гатчині. Вона була «без розуму» від високого, стрункого брюнета. Свою любов вона зберігала в таємниці, повідомивши про неї лише старшому братові, майбутньому імператору Миколі II, товаришу Сандро. Олександру Михайловичу Ксенія доводилася двоюрідною племінницею.
На початку 1894 року Ксенія отримала згоду батьків на шлюб з великим князем Олександром, і 25 липня в Петергофі відбулося весілля.
Велика княгиня Ксенія безмежно кохала чоловіка, приймаючи всі його інтереси. За перші 13 років шлюбу вона народила доньку і шістьох синів:
- Ірина (1895—1970), з 1914 — дружина Фелікса Феліксовича Юсупова-молодшого (1887—1967).
- Андрій (1897—1981), перша дружина — княгиня Єлизавета Фабрицієвна, до шлюбу Сассо-Руффо, княгиня Сант-Антимо (1887—1940). Діти: князь Михайло Андрійович (1920—2008), князь Андрій Андрійович (нар. 1923), княгиня Ксенія Андріївна (1919—2000). Друга дружина — княгиня Надін-Ада, до шлюбу Макдугалл (1908—2000). Діти: княгиня Ольга Андріївна (нар. 1950).
- Федір (1898—1968), одружений з 1923 року з княгинею Іриною Павлівною, до шлюбу Палей (1903—1990). Діти: князь Михайло Федорович (1924—2008). Розлучилися в 1936 році.
- Микита (1900—1974), одружений з 1922 року з княгинею Марією Іларіонівною, до шлюбу Воронцовою-Дашковою (1903—1997). Діти: князь Микита Микитович (1923—2007), князь Олександр Микитович (1929—2002).
- Дмитро (1901—1980), одружений з княгинею Мариною Сергіївною, до шлюбу Голенищевою-Кутузовою (1912—1969). Діти: княгиня Надія Дмитрівна (1933—2002). Розлучилися в 1947 році.
- Ростислав (1902—1978), одружений з 1928 року з княгинею Олександрою Павлівною, уродженою Голіциною (1905—2006). Діти: князь Ростислав Ростиславович (1938—1999). Розлучилися в 1944 році. У другому шлюбі з 1945 року одружений з княгинею Ейліс, до шлюбу Бейкер (1923—1996). Діти: князь Микола Ростиславович (1945—2000). Розлучилися в 1951 році. У третьому шлюбі (з 1954 року) одружений з княгинею Ядвігою-Марією, до шлюбу фон Шаппюї (1905—1997).
- Василь (1907—1989), одружений з 1931 року з княгинею Наталією Олександрівною, до шлюбу Голіциною (1907—1989). Діти: княгиня Марина Василівна (нар. 1940).

Буваючи з чоловіком за кордоном, Ксенія відвідувала з ним всі ті місця, які можна було б вважати «не цілком пристойними» для царської дочки, навіть відчувала фортуну за ігровим столом в Монте-Карло.
Проте попри всю її любов чоловік зраджував великій княгині. Незважаючи на сімох дітей, шлюб фактично розпався. Але на розлучення Ксенія Олександрівна не погодилася. Любов до батька своїх дітей вона зберегла до кінця своїх днів, щиро переживала його смерть в 1933 році.

### Перша світова війна

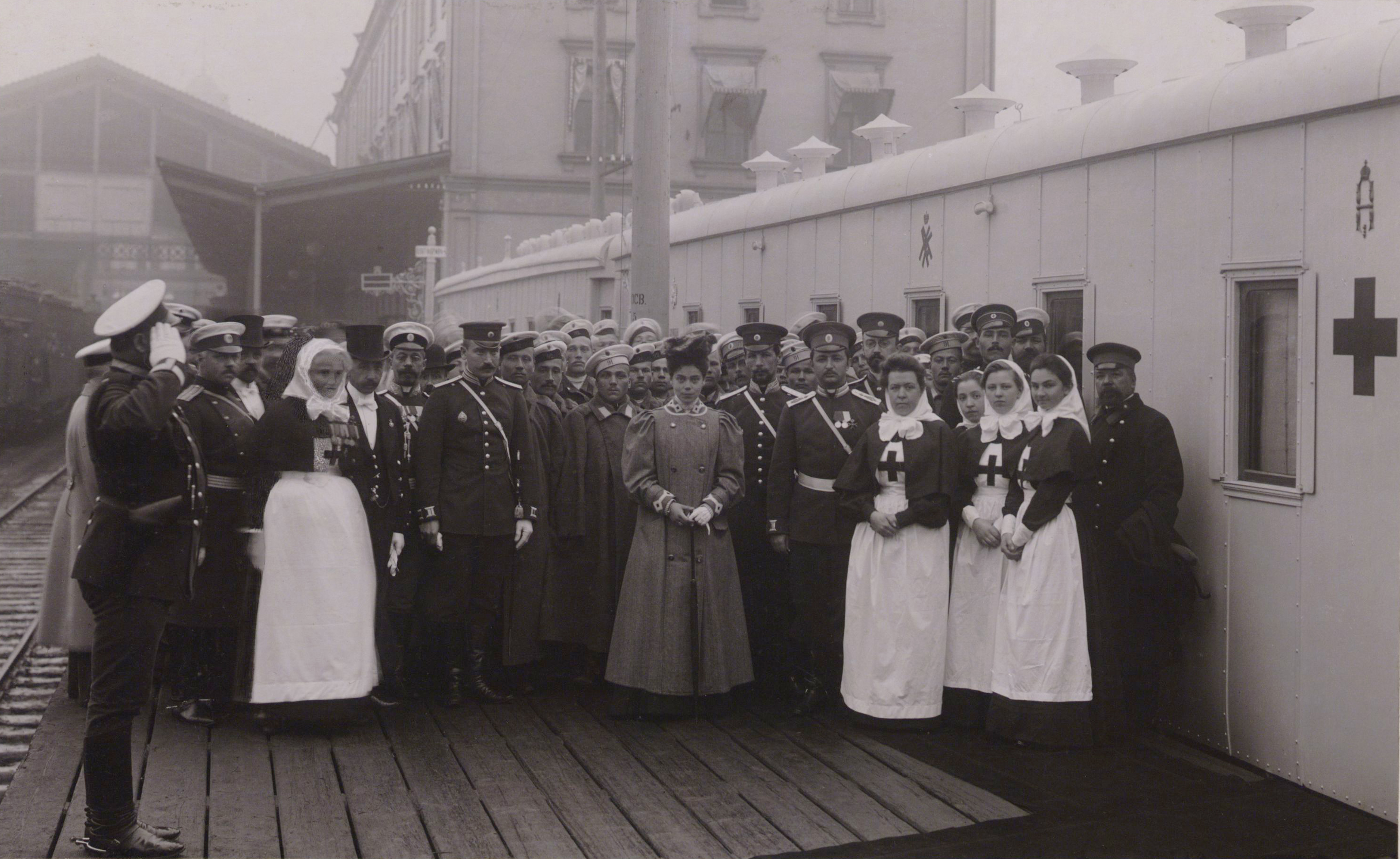
Ксенія Олександрівна з командою свого військово-санітарного поїзда

Під час Першої світової війни Ксенія Олександрівна вела активну діяльність у сфері милосердя. Мала персональний санітарний поїзд, з командою якого неодноразово виїжджала на місця бойових дій. У Петрограді створила і очолювала шпиталь для поранених і видужуючих.

### Еміграція
У 1919 році Ксенія Олександрівна разом з матір'ю та іншими родичами емігрувала за кордон. Спочатку жила в Данії, потім, після смерті матері, переселилася до Англії. Георг V надав їй і дітям у безкоштовне користування котедж Фрогмор-гаус неподалік від Віндзорського замку. Її чоловікові жити там заборонили на тій підставі, що він ще до першої світової війни зраджував дружині.

### Смерть
Померла Ксенія Олександрівна у квітні 1960 року в будиночку Вілдернесс-гаус на території палацового комплексу Гемптон-Корт, куди переїхала після смерті короля Георга V. Згідно з її передсмертною волею тіло великої княгині було перевезено на південь Франції і 29 квітня 1960 року поховано на Рокбрюнському кладовищі, поруч з чоловіком.

## Архів
Був домашній архів, 95 документів, в 2012 році викуплені на аукціоні в Лондоні, в грудні 2017 року це зібрання передано в дар Державному архівові Російської Федерації.